# 利氏袋鼯属
利氏袋鼯属（学名：Gymnobelideus）是袋鼯科的一属哺乳动物。

## 下属物种
本属包括以下物种：
- 利氏袋鼯 Gymnobelideus leadbeateri McCoy, 1867
- Gymnobelideus martinekae Hoser, 2018